# Belle Plaine (Iowa)
Belle Plaine is een plaats (city) in de Amerikaanse staat Iowa, en valt bestuurlijk gezien onder Benton County.

## Demografie
Bij de volkstelling in 2000 werd het aantal inwoners vastgesteld op 2878. In 2006 is het aantal inwoners door het United States Census Bureau geschat op 2890, een stijging van 12 (0,4%).
In 2020 was het inwoneraantal gedaald naar 2330.

## Geografie
Volgens het United States Census Bureau beslaat de plaats een oppervlakte van 8,4 km², geheel bestaande uit land. Belle Plaine ligt op ongeveer 260 m boven zeeniveau.

## Plaatsen in de nabije omgeving
De onderstaande figuur toont nabijgelegen plaatsen in een straal van 16 km rond Belle Plaine.